# Псефеллюс Маршалла
Псефеллюс Маршалла (лат. Psephellus marschallianus) — травянистое растение, вид рода Псефеллюс семейства Сложноцветные. Часто встречается под таксономически устаревшим названием Василёк Маршалла.

## Ботаническое описание
Листья перистораздельные, с крупной конечной долью. Стеблевые листья цельные. Стебли отходят из пазух листьев, полегающие. На верхушках побегов располагаются 1—3 корзинки малиновых цветков. Растение засухоустойчиво, холодостойко. Растет в степях, сосновых лесах, на песках, обнажениях известняка и мела. 

## Ареал
Произрастает в России — Центральное Черноземье, юг Урала, Поволжье, Ставропольский край, на Северном Кавказе, в Украине, Румынии и Болгарии. 

## Таксономия
Psephellus marschallianus (Spreng.) K.Koch, первое упоминание в Linnaea 24: 438 (1851).

#### Синонимы
Гомотипные (основанные на одном и том же номенклатурном типе):
- Centaurea marschalliana Spreng. (1826)
- Heterolophus marschallianus (Spreng.) Soják (1972)